# だいたひかる
だいた ひかる（1975年5月25日 - ）は、日本のお笑い芸人。本名、小泉 ひかる（旧姓・代田）。
埼玉県東松山市出身。吉本興業東京本社所属。R-1ぐらんぷり初代チャンピオン。

## 経歴
東松山市立南中学校、埼玉県立鶴ヶ島高等学校卒業。趣味は読書。特技は独り言。
美容学校を卒業後の数年間は美容師を務めた。指の怪我のために休業していたときにカルチャーセンターのお笑い講座を受講し、教室で勧められて1998年にホリプロのオーディションを受けて合格。ホリプロ、代官山プロダクションを経てフリー芸人として活動する。2002年、第1回R-1ぐらんぷり優勝。吉本興業からオファーを受けて吉本所属となる。これは2021年にゆりやんレトリィバァがR-1グランプリで優勝するまで20年にわたって、M-1グランプリ、THE MANZAI、キングオブコント、R-1ぐらんぷりといった主要な賞レースの中では唯一の女性チャンピオンであった（女性芸人のみを対象としているTHE Wは除く）。また芸能関連の所属団体に属さないフリーランスでの芸人としては2024年ににぼしいわしがTHE Wで優勝するまで22年にわたって唯一の優勝であった。
2016年12月、テレビ番組『情報ライブ ミヤネ屋』に出演した際に、乳がんにより右胸を全摘出したことを公表した。2019年3月20日、乳がんの再発を公表。
2020年8月24日、脚の不調で「骨頭壊死」（正式な病名は「特発性大腿骨頭壊死症」）と診断されたことを公表。同年10月16日、自身のブログにおいて手術をせず経過観察であると報告した。

## 家族
自身のブログの記述によれば2学年上の兄がいる。
2006年1月16日、放送作家の北本かつらと結婚。2007年1月16日に離婚成立。
2013年5月25日、38歳の誕生日にアートディレクターの小泉貴之と再婚。
2021年5月21日、第1子妊娠を発表した。2022年1月14日、第1子男児を出産。

## 持ち芸
歌を前フリにし、芸能人などに毒のあるツッコミを入れる一言漫談。基本的にあまり表情を変えず、淡々と行う。
- 最初に「冗談を言います。聞いてください。」と言い、最後は「以上で冗談を終わります。ありがとうございました。」と言う。これはネタにされた人たちへの配慮である。
- 私だけでしょうか?
- どうでもいい話（どうでもいい歌）: 「どーでもいーいですよー」と歌った後に、自分にとって不必要な事柄を漫談する。ステージの中盤以降「気分のほうが乗ってきたので歌を歌いたいと思います。どうでもいい歌、きいてください」という前フリ付きで、このネタに入ることが多い。
- こんなことやだな: もし○○が××だったら嫌だろうなというものを挙げていく。前フリで氷川きよしの歌「箱根八里の半次郎」の一節を流すこともある。
- 気になること
- ドンマイ
- そんな時代もあったねと: 中島みゆきの歌「時代」の一節を流してから、過去の流行や死語を挙げて思い出させることで笑いを取る。
- 今月（今年、今日）の抱負（目標）
- 忘れないで: 木村カエラの歌「リルラ リルハ」の一節をはさみながら、忘れ去られたり現在は知らなかったりする人が多そうな過去の現象を挙げる。
- 軽くヤバイ
- お願いします!!
- 明日の確率予報: 多くの人がやらかしてしまいそうなことや、絶対にありえないことを、天気予報ふうに確率表示つきで列挙する。
- 俺の話を聞け: クレイジーケンバンドの歌「タイガー&ドラゴン」の一節をつなぎに、ある人や物の主張を代弁する。
- 無意味な歌: テレビアニメ「ムーミン」主題歌の替え歌をつなぎに、意味のないと思われることを列挙する。
- 来週の予告: テレビアニメ「サザエさん」の次回予告風に「さあて、来週の○○（芸能人の名前）は…××、××、××の3本です」と言う。3つの××のうちいくつかには同じ言葉が入ることもある。
- どうでもいい川柳: 「どうでもいい川柳聞いてださい」という言葉のあとに、川柳でどうでもいい事を言う。
- どうでもいいラップ: 「どうでもいいラップ聞いてださい」という言葉と共にラップ風に短文のそれぞれの文節の最後に「Yo」をつけ、どうでもいい事を言う（たとえばビート板はYO!必ずYO!むしってあるかYO!歯形がついてるんだYO!等）。
- 時事ネタも時々披露する。
- 今週の目標：その週の目標を言う。

## 出演番組

### 過去
- エンタの神様（日本テレビ、2003年10月 - 2009年1月）番組でのキャッチコピーは「笑いの暴走自転車」[14]。
- Goro's Bar（TBSテレビ、2004年10月 - 2009年3月）2005年3月で降板、10月に復帰。
- 少女B（日本テレビ、2005年4月 - 9月）
- いきなり!黄金伝説。（テレビ朝日、2004年1月 - 2月）節約バトルに挑戦
- 笑点（日本テレビ）
- ミンナのテレビ（日本テレビ）
- 笑いの金メダル（朝日放送）
- 爆笑オンエアバトル（NHK総合）戦績5勝5敗 最高497KB[注 1][注 2]
- 生中継 ふるさと一番!（NHK総合）
- お笑いDynamite!（TBSテレビ）番組でのキャッチコピーは「今夜も「ひとりごとアワー」」
- タモリのボキャブラ天国（フジテレビ）キャッチコピーは「超新人」→「嘆きの天使」
- ブレイクもの!（フジテレビ）「お笑い世紀末スターオークション」に出演、5週勝ち抜きチャンピオン。
- マンガノゲンバ（NHKBS2・BShi）「神宮前なまこ」と言うキャラクターの声を担当。2007年3月に降板
- 女芸人・だいたひかる 27日間!密着ナビゲート - 27日間のダイエットレポート（大豆気分 豆乳クッキーダイエット）
- キレイ（仮）（テレビ朝日）
- 5時に夢中!火曜日コメンテーター（TOKYO MX） - 2007年4月 - 2011年3月
- 街録ch〜あなたの人生、教えて下さい〜（YouTube番組）

ラジオ
- 夜はぷちぷちケータイ短歌（NHKラジオ第一、渋マガZ内、2008年4月 - 2012年4月）

映画
- おしおきピンキームーン（吉本興業、2007年）

## その他
- 明治安田生命保険相互会社爆笑ライブ（2010年10月30日）東京都足立区千住一丁目4-1天空の間
- ブリーフ&トランクスのミュージックビデオに出演していたことがあり、例えば2018年3月に公開された「コンビニ」20周年バージョン[15]などに出演している。

## 著書、CD・DVD
- 『ほやほやの冗談』（2004年、ワニブックス）- ネタ集。特技の1つであるイラストも自ら描いている。
- 「TKプロジェクト ガチコラ」（RandC Ltd.、2006年7月5日）DVD及びCD+DVDとして。「ほっしゃん。＆だいたひかる」で「TO HEART」収録
- 『生きるために、捨ててみた。』（幻冬舎、2021年12月） ISBN 978-4344038677